# Karlslunds Idrottförening Örebro Damfotbollsförening
Il Karlslunds Idrottförening Örebro Damfotbollsförening, indicato anche come KIF Örebro DFF (precedentemente indicata come Karlslunds IF) è una squadra di calcio femminile, divisione femminile di calcio della società polisportiva svedese Karlslunds idrottsförening con sede a Örebro. La società è affiliata alla Örebro Läns Fotbollförbund, un'associazione calcistica che gestisce il calcio nella contea di Örebro.
Fondata formalmente nel 1980 con la denominazione eredita le tradizioni calcistiche della precedente Karlslunds IF istituita nel 1971. A partire dalla stagione 2005 ha la corrente denominazione di KIF Örebro DFF.
Dalla stagione 2019 il KIF Örebro DFF è iscritto alla Damallsvenskan, il primo livello del campionato svedese femminile di calcio, e disputa le partite casalinghe al Behrn Arena, impianto che divide con l'Örebro Sportklubb, principale squadra di calcio maschile della città che gioca nell'Allsvenskan (massimo livello del campionato svedese di calcio).
Tra le giocatrici celebri che hanno militato nel club, allenato da Pia Sundhage, nel 2004 ci furono le statunitensi Kristine Lilly, Christie Welsh e Kate Markgraf.
Nel 2010 il KIF Örebro DFF ha vinto la coppa di Svezia, battendo nella finale giocata a Stoccolma il Djurgårdens IF per 4-1.
Nel 2014 la squadra ha raggiunto il migliore risultato dalla sua fondazione conquistando il secondo posto che le ha permesso di partecipare, per la prima volta nella sua storia, alla UEFA Women's Champions League 2015-2016.

## Calciatrici

### Giocatrici celebri
Lista non esaustiva di calciatrici che hanno disputato una fase finale di campionati continentali, mondiali o Olimpiadi con le loro nazionali.
- Melissa Tancredi
- Sanna Valkonen
- Edda Garðarsdóttir
- Ólína Guðbjörg Viðarsdóttir
- Sarah Michael
- Kristin Hammarström

- Marie Hammarström
- Stina Segerström
- Kristine Lilly
- Kate Markgraf
- Christie Welsh

## Palmarès

### Competizioni nazionali
- Coppa di Svezia: 1

2010

### Altri piazzamenti
- Campionato svedese:

Secondo posto: 2014
- Supercoppa svedese:

Finalista: 2011

## Risultati nelle competizioni UEFA
| Stagione | Competizione     | Fase                 | Avversario          | Risultato | Risultato | Risultato    |
| Stagione | Competizione     | Fase                 | Avversario          | andata    | ritorno   | aggregato    |
| -------- | ---------------- | -------------------- | ------------------- | --------- | --------- | ------------ |
| 2015-16  | Champions League | sedicesimi di finale | PAOK Salonicco      | 3-0       | 5-0       | 8-0          |
| 2015-16  | Champions League | sedicesimi di finale | Paris Saint-Germain | 1-1       | 0-0       | 1-1 (g.f.c.) |

## Organico

### Rosa 2022
Rosa, ruoli e numeri di maglia come da sito ufficiale, aggiornati al 11 aprile 2022.
| N. |                        | Ruolo | Calciatrice           |
| -- | ---------------------- | ----- | --------------------- |
| 1  | Stati Uniti (bandiera) | P     | Moa Öhman             |
| 2  | Finlandia (bandiera)   | D     | Elli Pikkujämsä       |
| 3  | Stati Uniti (bandiera) | M     | Michaela Kovacs       |
| 4  | Svezia (bandiera)      | D     | Frida Abrahamsson     |
| 5  | Finlandia (bandiera)   | C     | Olivia Mattsson       |
| 6  | Svezia (bandiera)      | C     | Alma Nygren           |
| 7  | Svezia (bandiera)      | C     | Emilia Pelgander      |
| 8  | Svezia (bandiera)      | C     | Nathalie Hoff Persson |
| 9  | Svezia (bandiera)      | C     | Elizabeth Pechersky   |
| 10 | Finlandia (bandiera)   | A     | Heidi Kollanen        |
| 11 | Inghilterra (bandiera) | C     | Katie Lockwood        |
| 12 | Svezia (bandiera)      | C     | Cassandra Larsson     |

| N. |                        | Ruolo | Calciatrice               |
| -- | ---------------------- | ----- | ------------------------- |
| 13 | Svezia (bandiera)      | D     | Maja Regnås               |
| 14 | Stati Uniti (bandiera) | C     | Carly Wickenheiser        |
| 15 | Svezia (bandiera)      | A     | Lisa Frisk                |
| 16 | Svezia (bandiera)      | C     | Anna Sandberg             |
| 17 | Svezia (bandiera)      | C     | Ebba Cabander             |
| 18 | Svezia (bandiera)      | C     | Rebecka Mannström         |
| 19 | Svezia (bandiera)      | C     | Elsa Pelgander            |
| 20 | Svezia (bandiera)      | P     | Tove Enblom               |
| 21 | Islanda (bandiera)     | D     | Berglind Rós Ágústsdóttir |
| 22 | Svezia (bandiera)      | C     | Wilma Öhman               |
| 24 | Canada (bandiera)      | C     | Jenna Hellstrom           |
| 25 | Finlandia (bandiera)   | A     | Amanda Rantanen           |

### Rosa 2021
Rosa, ruoli e numeri di maglia come da sito ufficiale, aggiornati al 15 aprile 2021.
| N. |                        | Ruolo | Calciatrice           |
| -- | ---------------------- | ----- | --------------------- |
| 1  | Stati Uniti (bandiera) | P     | Moa Öhman             |
| 2  | Finlandia (bandiera)   | D     | Elli Pikkujämsä       |
| 3  | Svezia (bandiera)      | D     | Sanna Kullberg        |
| 4  | Svezia (bandiera)      | D     | Frida Abrahamsson     |
| 5  | Finlandia (bandiera)   | C     | Olivia Mattsson       |
| 6  | Svezia (bandiera)      | C     | Alma Nygren           |
| 7  | Svezia (bandiera)      | D     | Sophia Redenstrand    |
| 8  | Svezia (bandiera)      | C     | Nathalie Hoff Persson |
| 9  | Svezia (bandiera)      | A     | Sara Lilja-Vidlund    |
| 10 | Finlandia (bandiera)   | A     | Heidi Kollanen        |
| 11 | Svezia (bandiera)      | A     | Karin Lundin          |
| 12 | Stati Uniti (bandiera) | A     | Jessie Scarpa         |

| N. |                        | Ruolo | Calciatrice               |
| -- | ---------------------- | ----- | ------------------------- |
| 13 | Svezia (bandiera)      | D     | Maja Regnås               |
| 14 | Stati Uniti (bandiera) | C     | Carly Wickenheiser        |
| 15 | Svezia (bandiera)      | C     | Cassandra Larsson         |
| 16 | Svezia (bandiera)      | C     | Anna Sandberg             |
| 17 | Bulgaria (bandiera)    | C     | Dessislava Dupuy          |
| 19 | Svezia (bandiera)      | C     | Emilia Pelgander          |
| 20 | Svezia (bandiera)      | P     | Tove Enblom               |
| 21 | Islanda (bandiera)     | D     | Berglind Rós Ágústsdóttir |
| 22 | Svezia (bandiera)      | C     | Wilma Öhman               |
| 23 | Canada (bandiera)      | A     | Jenna Hellstrom           |
| 25 | Svezia (bandiera)      | P     | Lisa Davidsson            |
| 25 | Islanda (bandiera)     | P     | Cecilia Rán Rúnarsdóttir  |

### Rosa 2019
Rosa campionato aggiornata al 20 luglio 2019
| N. |                        | Ruolo | Calciatrice        |
| -- | ---------------------- | ----- | ------------------ |
| 1  | Stati Uniti (bandiera) | P     | Danielle Rice      |
| 2  | Svezia (bandiera)      | D     | Emma Kulberg       |
| 4  | Svezia (bandiera)      | D     | Frida Abrahamsson  |
| 7  | Svezia (bandiera)      | C     | Ellen Karlsson     |
| 8  | Svezia (bandiera)      | C     | Elin Rombing       |
| 9  | Svezia (bandiera)      | A     | Sara Lilja-Vidlund |
| 11 | Stati Uniti (bandiera) | A     | Heather Williams   |
| 12 | Svezia (bandiera)      | D     | Emma Östlund       |
| 13 | Svezia (bandiera)      | D     | Maja Regnås        |
| 15 | Stati Uniti (bandiera) | A     | Kayla Braffet      |

| N. |                      | Ruolo | Calciatrice          |
| -- | -------------------- | ----- | -------------------- |
| 17 | Svezia (bandiera)    | C     | Elin Bengtsson       |
| 18 | Finlandia (bandiera) | A     | Heidi Kollanen       |
| 19 | Svezia (bandiera)    | C     | Lejla Basic          |
| 20 | Svezia (bandiera)    | A     | Jonna Dahlberg       |
| 22 | Svezia (bandiera)    | D     | Sejde Abrahamsson    |
| 23 | Svezia (bandiera)    | A     | Emma Lindén          |
| 24 | Canada (bandiera)    | C     | Jenna Hellstrom      |
| 25 | Finlandia (bandiera) | C     | Eveliina Summanen    |
| 94 | Svezia (bandiera)    | P     | Mimmi Paulsson-Febo  |
| 99 | Finlandia (bandiera) | P     | Ann-Sofie Gripenberg |